# Morufolket
Moru är en folkgrupp som primärt lever i Sydsudan, huvudsakligen provinsen Equatoria. Folkgruppen hittas även i Kongo-Kinshasa, Uganda och USA. I de fyra länderna uppskattas befolkningen till 217 600 varav 177 000 i Sydsudan (2023). De talar ett centralsudanesiskt språk med samma namn, Moru. De tillhör samma etniska folkgrupp som avukaya, logo, madi och lugbara. Moru är indelade i de större subgrupperna Miza, Ägyi, Moroändri, Kediro och 'Bari'ba samt några mindre.